# Бриджит Йоркская
Бри́джит Йо́ркская (англ. Bridget of York), также Бри́джит Плантагене́т (англ. Bridget Plantagenet; 10 ноября 1480 — ок. 1513/1517) — английская принцесса из дома Йорков; младшая дочь короля Англии Эдуарда IV и Елизаветы Вудвилл. Большую часть жизни была монахиней в Дартфордском монастыре в Кенте.
Вскоре после смерти её отца и узурпации трона Ричардом III Бриджит, которой не было и трёх лет, в числе других детей Эдуарда IV от Елизаветы Вудвилл была объявлена незаконнорождённой. Мать девочки, опасаясь за жизни детей, перевезла их в Вестминстерское аббатство, где семья покойного короля получила убежище и провела около года. После обещания короля не причинять вреда семье его брата старшие сёстры принцессы отправились ко двору; Бриджит же вместе с ещё одной сестрой Екатериной, предположительно, осталась жить с матерью.
Когда Ричард III погиб, а на троне оказался Генрих VII Тюдор, акт, признававший детей Эдуарда IV бастардами, был отменён. Генрих VII женился на старшей из сестёр Бриджит, Елизавете. Бриджит рассматривалась как возможная невеста шотландского принца, но в конце концов было решено отправить принцессу в монастырь, к чему склонялась и она сама. Бриджит поселилась в Дартфордском монастыре в Кенте, который покинула только однажды, чтобы присутствовать на похоронах матери. Став монахиней, она поддерживала связь с сестрой-королевой, которая оплачивала её мелкие расходы. Бриджит умерла и была похоронена в Дартфордском монастыре, который после Реформации был превращён в королевскую резиденцию.

## Биография

### Происхождение
Бриджит родилась 10 ноября 1480 года в Элтемском дворце и была младшей дочерью и самым младшим ребёнком из десяти детей короля Англии Эдуарда IV и Елизаветы Вудвилл. У Бриджит было шестеро старших сестёр, из которых зрелого возраста достигли только четверо — Елизавета, Сесилия, Анна и Екатерина; Мария умерла в возрасте 14 лет от некой болезни в 1482 году, а Маргарет скончалась в колыбели почти за восемь лет до рождения Бриджит. Также у Бриджит было пятеро старших братьев: трое полнородных и двое единоутробных старших от брака матери с Джоном Греем из Гроуби — Томас и Ричард. Младший из полнородных братьев Бриджит, Джордж, скончался в возрасте около двух лет, тогда как другие два брата, Эдуард и Ричард, исчезли из Тауэра в 1483 году в правление их дяди Ричарда III. Дедом Бриджит по отцу был Ричард Плантагенет, 3-й герцог Йоркский — правнук короля Эдуарда III по мужской линии и регент королевства в 1454—1455 годах во время болезни короля Генриха VI; Ричард заявил о правах дома Йорка на корону Англии и, таким образом, развязал войну Роз. Бабкой принцессы по отцу была Сесилия Невилл — внучка по женской линии Джона Гонта, третьего сына короля Эдуарда III, и его любовницы и позднее третьей жены Кэтрин Суинфорд. Дедом Бриджит по матери был Ричард Вудвилл, 1-й граф Риверс, происходивший из благородного, но бедного и незнатного семейства; бабкой принцессы по матери была Жакетта Люксембургская — фрейлина королевы Маргариты Анжуйской, принадлежавшая к знатному французскому роду Люксембург-Линьи.
Бриджит родилась в канун дня святого Мартина и была крещена на следующий день епископом Чичестерским Эдвардом Стори; восприемниками при крещении стали её бабка по отцу Сесилия Невилл, старшая из сестёр Елизавета Йоркская и епископ Уинчестера Уильям Уэйнфлит. На церемонии крещения новорождённую принцессу держала Маргарет Бофорт — мать будущего короля Англии и зятя Бриджит Генриха VII Тюдора. При конфирмации принцессы в качестве её крёстной матери выступила её тётка по матери — Маргарет Вудвилл, леди Мальтреверс. Девочка была названа предположительно в честь Святой Бригитты Шведской. Имя принцессы было необычно для английской королевской семьи, и девочка стала первой его носительницей; вероятно, имя Бриджит было выбрано её бабушкой по отцу Сесилией Невилл, которая интересовалась Орденом Бригитток, основательницей которого и была Святая Бригитта.

### Ранние годы
В апреле 1483 года, когда Бриджит не было и трёх лет, Эдуард IV внезапно умер. За этим последовал политический кризис, резко изменивший положение бывшей королевы и её детей. Старший брат Бриджит, Эдуард V, унаследовавший престол, был захвачен своим дядей лордом-протектором Ричардом Глостером по пути из Уэльса в столицу; в это же время были арестованы сопровождавшие молодого короля Энтони Вудвилл и Ричард Грей — дядя и единоутробный брат принцессы. Король был перевезён в Лондонский Тауэр, где позднее к нему присоединился единственный полнородный брат Ричард; вместе с остальными детьми вдовствующая королева укрылась в Вестминстерском аббатстве. По поводу того, была ли Бриджит в убежище вместе с матерью, существуют противоречивые сообщения: Мэри-Энн Эверетт Грин пишет о наличии счетов, говорящих о слабом здоровье принцессы, и, таким образом, её могли оставить с кем-то из доверенных лиц вдовствующей королевы; с другой стороны, большинство счетов на оплату врачей пришлись на краткое правление её брата Эдуарда V до того, как семья покойного короля перебралась в аббатство.
22 июня 1483 брак Эдуарда IV с Елизаветой Вудвилл был признан незаконным. Все дети покойного короля парламентским актом Titulus Regius объявлялись незаконнорождёнными и лишались прав на престол и всех титулов. Несколько дней спустя были казнены ранее захваченные дядя и единоутробный брат принцессы — Энтони Вудвилл и Ричард Грей. 6 июля 1483 года Ричард Глостер был объявлен королём, вскоре после этого перестали поступать какие-либо вести о братьях Бриджит, запертых в Тауэре. В Рождество 1483 года Генри Тюдор, мать которого состояла в заговоре с Елизаветой Вудвилл против Ричарда III, поклялся в Ренском соборе, что женится на старшей сестре Бриджит, Елизавете, или же на следующей за ней по старшинству Сесилией (если брак с Елизаветой по каким-либо причинам будет невозможен) после того, как займёт английский трон. Но восстание «партии» Тюдора, возглавленное герцогом Бекингемом, провалилось ещё до принесения Тюдором этой клятвы.
После казни Бекингема Ричард III решился на переговоры с вдовой брата. 1 марта 1484 года король публично поклялся, что дочерям его покойного брата не будет причинён вред и им не будут досаждать; кроме того, Ричард пообещал, что они не будут заключены в Тауэр или любую другую тюрьму, что они будут помещены «в почтенные места с добрым именем и репутацией», а позже будут выданы замуж за «людей благородного происхождения» и получат в приданое земли с ежегодным доходом в 200 марок на каждую. В тот же день меморандум был доставлен вдовствующей королеве вместе с провизией. Принцессы с большой радостью согласились покинуть свою мрачную обитель и отправиться под опеку их «милостивого дяди», выделившего им покои в своём дворце. Историк эпохи Тюдоров Эдвард Холл писал, что Ричард III: «заставил всех дочерей своего брата торжественно прибыть в его дворец; как будто с ним новым — фамильярным и любящими развлечения — они должны были забыть… нанесённую им травму и предшествующую этому тиранию». По общепринятой версии, Бриджит с сёстрами была перевезена в королевский дворец под защиту Ричарда III, но существует версия, согласно которой Бриджит и её старшая сестра Екатерина остались с матерью после выхода из убежища. Вместе с тем, самой Бриджит нравилось пребывание в аббатстве.
Два года спустя, в августе 1485 года, Ричард III погиб в битве при Босворте, и новым королём по праву завоевания стал Генрих VII Тюдор. Этот монарх отменил акт Titulus Regius, лишавший детей Эдуарда IV титулов и прав на престол; сам акт и все его копии были изъяты из архивов, как и все документы, с ними связанные. Сестра Бриджит Елизавета в соответствии с Ренской клятвой стала королевой Англии.

### Жизнь в монастыре

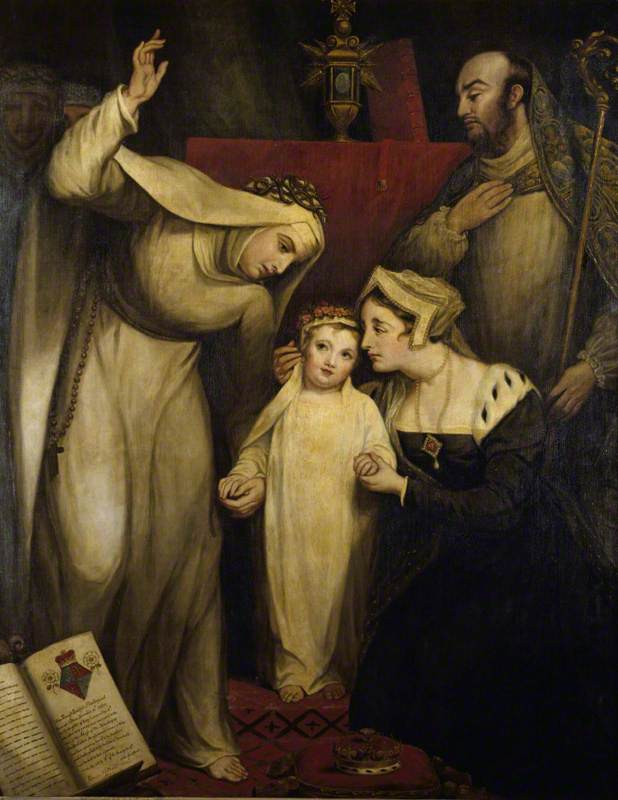
Бриджит становится монахиней.
Джеймс Норткот, 1822

Вероятно, сразу после рождения Бриджит её родители стали рассматривать возможность отправки дочери в монастырь, где она посвятила бы себя религиозной жизни. Ричард III планировал выдать племянницу замуж за одного из своих сторонников, как только она достигнет возраста брачного согласия. Позже Генрих VII стал строить матримониальные планы в отношении родственников жены, и первоначально Бриджит рассматривалась в качестве одной из двух возможных невест шотландского принца Джеймса (будущего короля Якова IV): выбор стоял между ней и её старшей сестрой Анной. Когда Бриджит изъявила стойкое желание стать монахиней, в качестве невесты шотландского принца была выбрана Анна. Принцессу в её желании уйти в монастырь поддержала мать Генриха VII Маргарет Бофорт, известная своей религиозностью, что, вероятно, повлияло на окончательное решение короля. Точная дата ухода принцессы в Дартфордский приорат в Кенте неизвестна, но случилось это уже после 1486 года, когда в качестве невесты шотландского принца была окончательно выбрана принцесса Анна, но до 1492 года, когда умерла мать Бриджит. В 1492 году принцесса, которой не исполнилось ещё двенадцати лет, ненадолго покидала монастырь, чтобы присутствовать на похоронах матери: Бриджит в числе других скорбящих сопроводила тело матери по воде в Виндзор, где поприсутствовала на мессе, после чего вернулась в Дартфорд.
Дартфордский монастырь в качестве монашеской жизни принцессы был выбран не случайно. Обитель была основана Эдуардом III и развивалась при его внуке Ричарде II. Некоторое время монастырь использовался представителями знати со всей Англии как для обучения, так и для религиозной жизни. Обитель несколько раз переходила от одного монашеского ордена к другому — доминиканцев и августинцев; во времена пребывания в монастыре Бриджит Дартфорд принадлежал Августинскому ордену. Обитель была закрытой, и за исключением похорон матери, нет никаких свидетельств, что принцесса покидала монастырь. Современные Бриджит записи о ней крайне коротки и немногочисленны. Томас Мор писал: «Бриджит представляла такую же добродетель, как и та, чьё имя она носила, исповедуя и соблюдая каноны религиозной жизни в Дартфорде».
На протяжении всей жизни Бриджит поддерживала регулярную переписку со своей сестрой-королевой, оплачивавшей мелкие расходы сестры и содержание в размере 20 марок, а также расходы на содержание Агнес из Элтема — сироты, которую взяла под свою опеку Бриджит. Ходили слухи, будто бы Агнес является внебрачной дочерью принцессы. Время от времени, Бриджит получала от царственной сестры дополнительные выплаты: так, 6 июля 1502 года Елизавета отправила аббатисе Дартфорда 66 шиллингов 8 пенни для покрытия расходов Бриджит и такую же сумму ей самой. Последняя выплата от королевы на имя Бриджит была сделана за несколько месяцев до смерти Елизаветы в 1503 году. 24 сентября 1502 года Бриджит получила от Елизаветы письмо из Виндзора, в котором королева справлялась о здоровье сестры и просила молиться за неё. Вероятно, Бриджит также поддерживала связь с бабкой по отцу Сесилией Невилл, которая в 1495 году завещала младшей внучке три книги: Legenda Aurea и жизнеописания святых Екатерины Сиенской и Хильды из Уитби.
Сама Бриджит умерла и была похоронена в Дартфордском приорате. Причина смерти неизвестна. Неизвестна и точная дата смерти: по разным данным, это произошло до 1513 года или приблизительно в 1517 году. В пользу первой даты говорит то, что Томас Мор, писавший о дочерях Эдуарда IV в 1513 году, среди живых обозначил только Екатерину, скончавшуюся четырнадцать лет спустя. Во время Реформации в Англии Дартфордский монастырь был переделан в королевскую резиденцию, но не использовался в течение последующих десяти лет.

## В культуре
Бриджит Йоркская является одним из персонажей романов Филиппы Грегори «Белая королева» и «Белая принцесса». В телесериале «Белая принцесса» роль Бриджит исполнила Хейди Или.